# Mando-c
En sintaxis, el mando-c o mando de constituyentes (a veces también c-comando) es una relación sintáctica entre constituyentes sintácticos. El concepto fue propuesto inicialmente por Tanya Reinhart (1976, 1983), que trata de capturar la idea de "hijos y descendientes de un nodo sintáctico", es decir, el conjunto de todos los subconstituyentes contenidos en un sintagma dado.

## Definición y ejemplo
Dada la relación unívoca entre constituyentes sintácticos de una oración y los nodos de un árbol sintáctico que representa esta estructura la definición de mando-c puede realizarse en términos de nodos de ramificación del árbol o de constituyentes sintácticos (geométricamente es más sencillo e intuitivo razonar directamente sobre el árbol sintáctico).

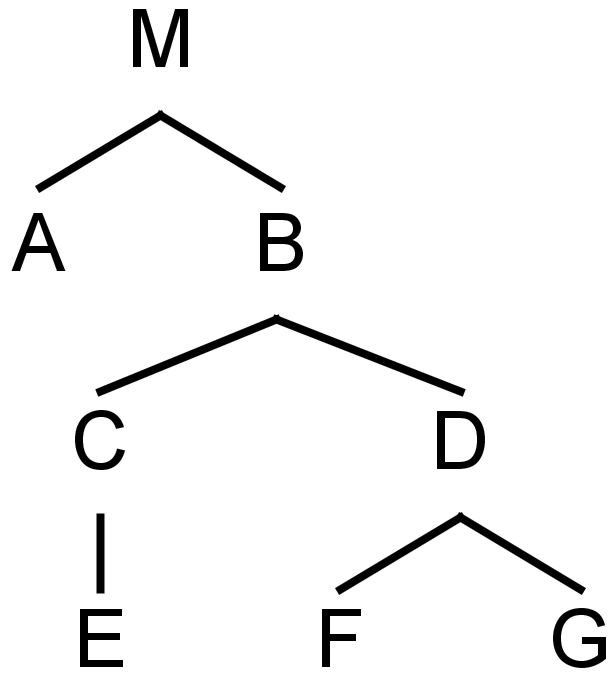
Un árbol sintáctico convencional.

La definición de mando-c se basa parcialmente en la relación de dominancia (un nodo A domina a otro B si existe un camino descediente desde A hasta B en el árbol sintáctico, o equivalentemente si el constituyente B está contenido en el constituyente A). A partir de esa noción se dice que un nodo A manda-c a un nodo B si y sólo si:
1. A no domina B
2. B no domina A
3. Cualquier nodo de ramificación que domine a A, también domina a B[2][3]

Por ejemplo, de acuerdo con esta definición en el árbol de la derecha,
- M no manda-c a ningún otro nodo porque domina a todos los nodos.
- A manda-c a B, C, D, E, F y a G.
- B manda-c a A.
- C manda-c a D, F y a G.
- D manda-c a C y a E.
- E manda-c a D, F y G (a C no porque C domina a E).
- F manda-c a G.
- G manda-c a F.

## Origen del término
El término mando-c fue introducido por la investigadora Tanya Reinhart en su disertación en el MIT, como abreviación de mando de constituyentes. La propia Reinhart agradece a Nick Clements por sugerir tanto el término como la abreviación. Tal como expone Andrew Carnie, el término "c-command" se pudo haber creado con el fin de contrastar la noción similar conocida como comando, en algunas ocasiones utilizada como  "k-command", propuesto por  Howard Lasnik en 1976.

## Mando-c estricto
La definición anterior de mando-c implica que el dominio de un constituyente A es el primer nodo de ramificación que domina a A. Además de esta relación se define el mando-c estricto
El siguiente árbol ilustra cómo funciona la noción a mando-c estricto. Si como nudos dominantes de un constituyente A se considera cualquier nudo y no necesariamente un nudo ramificado, entonces A no manda-c estrictamente a ningún otro nodo o constituyente, porque B lo domina y no domina a otros nodos, pero si como primer nodo se consieran sólo puntos de ramificación; entonces la presencia del nudo no ramificado B es irrelevante, y entonces A manda-c [no-estrictamente] a D, E y a F.

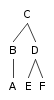
Mando-c estricto.